# Фесун Микола Олексійович
Микола Фесун (1835—1909) — офіцер Російського імператорського флоту українсько-грецького шляхетського походження, учасник оборони Петропавловська, здійснив навколосвітню подорож на фрегаті «Аврора», контрадмірал, автор статей у журналі «Морська збірка».

## Життєпис
Микола Фесун народився 7 лютого 1835 року (усі дати вказані за юліанським календарем) у Золотоніському повіті Полтавської губернії. Його батько — Олексій Фесун був військовим моряком, служив офіцером на Чорноморському флоті, брав участь у російсько-турецьких війнах. Мати, Анастасія, уроджена Мілонас, походила з роду грецьких архонтів.
8 березня 1848 року Микола Фесун вступив до Морського кадетського корпусу. 11 серпня 1851 року став гардемарином, в 1852 році на фрегатах «Костянтин» і «Церера» крейсував у Балтійському морі. 13 серпня 1853 року зведений у мічмани. У 1853—1854 роках на фрегаті «Аврора» під командуванням капітан-лейтенанта Івана Ізільметьєва здійснив навколосвітню подорож із Кронштадта на Камчатку. У ході плавання Фесун вів щоденник, який послужив основою для низки публікацій у журналі «Морський збірник».

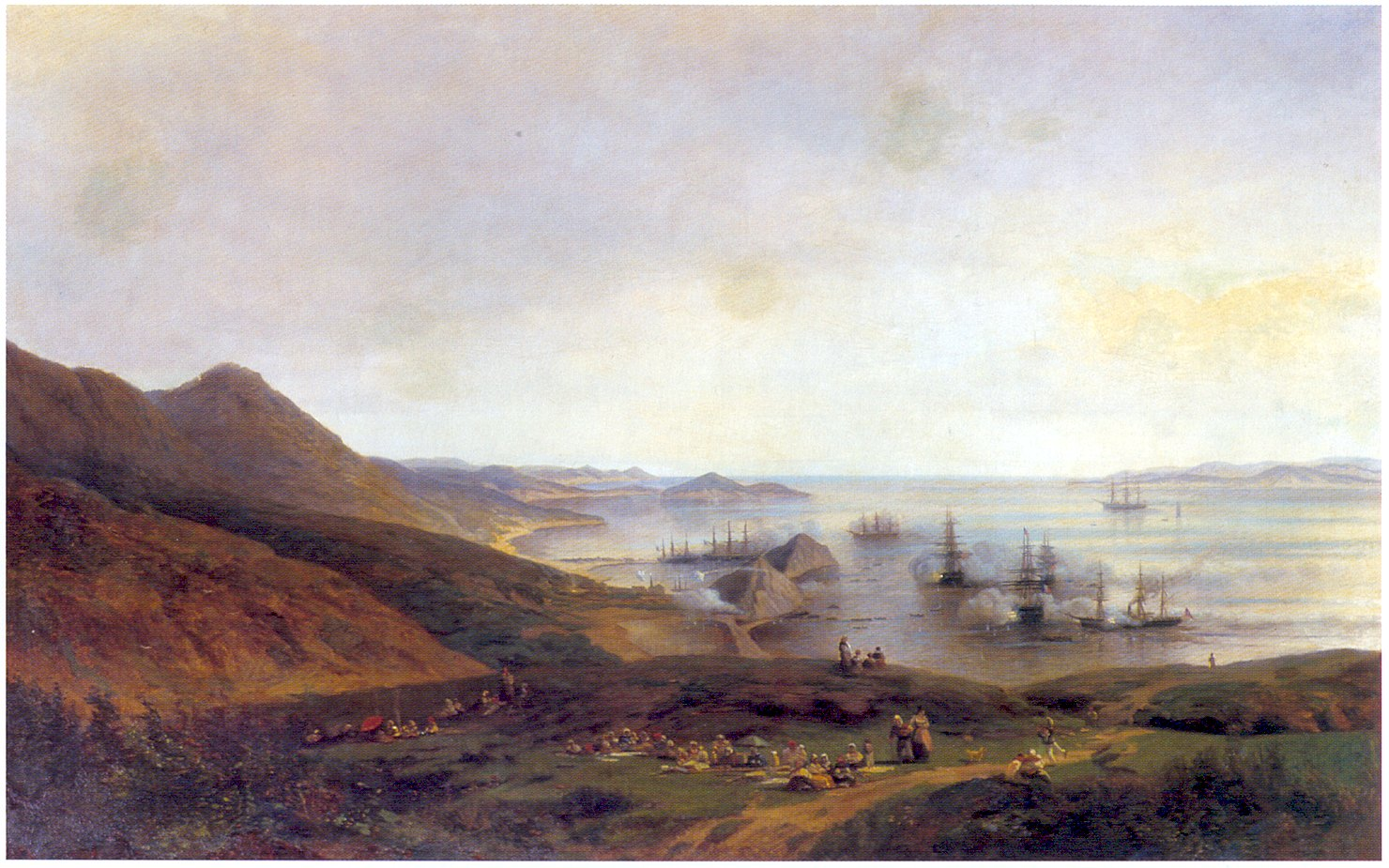
Оборона Петропавловська
(Картина А. Боголюбова)

Участь у Петропавлівській обороні
У серпні 1854 мічман Фесун, як і інші члени екіпажу фрегата «Аврора», брав участь у обороні Петропавловська від англо-французької ескадри під час Східної війни 1853—1856 років.
20 серпня призначений командувати стрілецькою партією з одним унтерофіцером та 30 матросами. Партія Фесуна була направлена до Червоного Яру на допомогу стрільцям 1-ї стрілецької берегової партії мічмана Д. Михайлова, що висадився на берег ворожого десанту. Ворог ретирувався, не чекаючи на зіткнення, а Фесун отримав новий наказ — доставити на катері порох на батарею № 2, яка в другій половині дня єдина на косі продовжувала бій, не підпускаючи ворожі фрегати до внутрішньої гавані.
24 серпня Фесун був направлений змінити тяжко пораненого командира батареї № 3 лейтенанта князя Олександра Максутова. На батареї, що постійно обстрілювалася, всі гармати були розбиті. Фесун забрав гарматну прислугу та порох із розбитою батареєю. У цей час англо-французький десант на 22 шлюпках наблизився до батареї № 7 і став висаджуватися на гребені Микільської сопки. З фрегата «Аврора» було надіслано стрілецьку партію, що складалася з одного унтерофіцера, горніста та 30 рядових осіб, командування над якою прийняв мічман Фесун. Матроси влучними рушничними пострілами змусили супротивника до відступу, і потім багнетами перекинули до гребних судів.

У своєму рапорті командиру фрегата «Аврора» капітан-лейтенанту Ізільметьєву мічман Фесун писав:
…протягом усього бою всі складові довіреної мені партії змагалися один перед одним у старанності, ревності та іншому виконанні свого обов'язку. Патрони, що стріляли, добували собі нові з рук ворога, поранені поверталися до справи, при чому деякі виявили подвиги мужності…
24 серпня 1854 Фесун за відзнаку був зведений в лейтенанти і нагороджений орденом Святого Володимира IV ступеня з бантом.
Після закінчення Петропавлівської оборони Фесун продовжив службу на фрегаті «Аврора». Весною 1855 року, після зимівлі в Петропавловську, фрегат у складі флотилії контрадмірала В. Завойка попрямував до гирла Амура. 8 травня у затоці Де-Кастрі російські кораблі несподівано зустріли розвідувальний загін англо-французької ескадри. Відбувся «вогневий дотик», після чого фрегат «Аврора» таємним від супротивника фарватером увійшов до Амурського лиману. Лейтенант Фесун був нагороджений орденом Святої Анни III ступеня, і в 1856—1857 роках на тому ж фрегаті перейшов на Балтику.
У 1858—1859 роках проходив службу на лінійному кораблі «Ретвізіан» у Середземному морі. У грудні 1859, під час найсильнішого шторму, у гавані Палермо зірвало з якорів одне австрійське судно і почало розбивати в бурунах на банці. Команду судна врятував лейтенант Фесун, який командував катером, надісланим з «Ретвізана». За порятунок потопаючих був нагороджений золотою медаллю на володимирській стрічці «За порятунок загиблих» та отримав австрійський орден Залізної Корони III ступеня.
Після повернення з практичного плавання в Середземне море, лейтенант Фесун в 1861—1862 здійснив перехід на гвинтовому канонерському човні «Морж» з Кронштадта через Магелланову протоку в Тихий океан. В 1863 році була опублікована брошура Миколи Фесуна «З записок про навколосвітню подорож на човні „Морж“» і докладний опис Магелланової протоки, складений ним під час переходу.

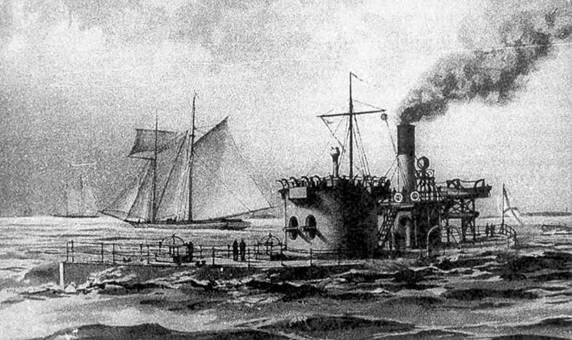
Броненосний човен «Ураган»)

В 1863 Фесун був нагороджений орденом Святого Станіслава II ступеня і проведений в капітан-лейтенанти з призначенням для особливих доручень при управлінні Морським міністерством. Зокрема, він відповідав за постачання і озброєння баштових броненосних човнів, що будувалися. У 1864—1867 командував одновежовим броненосним човном «Ураган», плавав між Петербургом та Кронштадтом та у фінляндських водах. В 1865 був нагороджений орденом Святого Станіслава II ступеня з імператорською короною.
10 січня 1870 року Фесун був звільнений для служби на комерційних судах в Російському товаристві пароплавства і торгівлі, але продовжував просуватися у званнях по Морському відомству: 1 січня 1871 року проведений в капітани 2 рангу, в 1875-му — в капітани 1 рангу. 19 березня 1884 року проведений в контрадмірали зі звільненням від служби.
Микола Фесун після звільнення зі служби проживав разом із дружиною в Ніцці (Франція), де й помер 13 листопада 1909 року, похований на православному Миколаївському цвинтарі (Cimetière Caucade).

## Родина
Микола Фесун був одружений з Параскевою Завойко (1842—1916), донькою контрадмірала Василя Завойка, шлюб залишився бездітним. Після смерті чоловіка Параскева повернулася в Україну. В 1914 вона вважалася землевласницею Балтського повіту Подільської губернії.

## Нагороди
За час служби контрадмірал — Микола Фесун був нагороджений наступними нагородами :
- орден Святого Володимира IV ступеня з бантом (24 серпня 1854)
- орден Святої Анни III ступеня (1855)
- орден Святого Станіслава II ступеня (1863)
- орден Святого Станіслава II ступеня з імператорською короною (1865)
- медаль «За порятунок загиблих» на Володимирській стрічці (1859)
- Орден Залізної Корони III ступеня (1859, Австрія).

## Публікації
Статті Миколи Фесуна неодноразово були опубліковані в журналі «Морська збірка»:
- Фесун Н. А. Каллао та Ліма. (З записок мічмана Фесуна 1-го, що служив на фрегаті «Аврора» 1854 року) // Морський збірник. 1855. Т. XVII. № 7, липень. Відділ навчально-літературний. С. 91-118.
- Фесун Н. А. З записок офіцера, що служив на фрегаті «Аврора» / / Морський збірник. 1861. № 2. С. 278—283.
- Фесун Н. А. Відповідь на зауваження р. Невельського / / Морський збірник, 1861. № 2. С. 164—170.
- Фесун Н. А. Зауваження французьких офіцерів про корабель «Ретвізан» / / Морський збірник. 1895. № 5. Ч. неофіц. С. 143—170.
- Фесун Н. А. З записок про кругосвітнє плавання на човні «Морж»// Додаток до № 4 «Морського збірника», 1863, СПб.: Друкарня Морського міністерства, 1863. З. 26.
- Фесун Н. А. Сучасне значення броненосного флоту // Морський збірник. 1864. № 4. Ч. неофіц. С. 263—324.